# 新菲拉泽尔菲亚-新哈尔基宗
新菲拉泽尔菲亚-新哈尔基宗（希臘語：Νέα Φιλαδέλφεια-Νέα Χαλκηδόνα）是希腊阿提卡大區中雅典专区的一个市镇，行政中心为新菲拉泽尔菲亚镇。市镇面积为3.65平方公里，2011年人口数量为35,556人。
该市镇成立于2011年的地方政府改革中，由原两个市镇合并而成，而原市镇则成为新市镇的市区。